# تو دوك ثونغ باو
كان توك دوك ثونغ باو ( بالهندية : 嗣德通寶) نقشًا استُخدم على عملات معدنية مختلفة مصنوعة من معادن وسبائك مختلفة في عهد الإمبراطور توك دوك .  وشهدت سك العملة في توك دوك إدخال مصطلح فان (文) وهو وحدة محاسبة تُستخدم للعملات النقدية المصنوعة من سبائك النحاس والتي تُقدر قيمتها بعدد العملات النقدية المصنوعة من الزنك بوزن 6 فان.  
تودوِلَت هذه العملات المعدنية جنبًا إلى جنب مع سلسلة أخرى من العملات التي صدرت في عهد الإمبراطور تو دوك، وهي تو دوك باو ساو .

## تاريخ
جرت عمليات البحث عن الأموال في داي نام في عهد الإمبراطور تو دوك بواسطة مكتب هانوي للأموال الحالية (河內通寶局، "ها نوي ثونغ باو كوك") الذي حل محل مكتب العملة السابق (باو تويين كوك ) ومكتب رأس المال للعملة. (باو هوا تينه كوك)، وتقع مصانع سيبكويريز الرئيسية في هوي بينما كانت دار سك العملة تعمل أيضًا في هانوي و سون تاي وباك نينه. كان لدى تونغ دوك السلطة لمنح التصاريح للتجار الصينيين لإنشاء مصانع في سون تاي لإنتاج عملات نقدية من الزنك تحمل نقش تو دوك ثونغ باو، ولكن لا يجوز لهؤلاء التجار الصينيين إنتاج أكثر من ألف سلسلة من النقود في المرة الواحدة. 

### نقص المعادن والعملات في ظل حكومة تو دوك
لطالما عانت فيتنام من نقص طبيعي في النحاس، وكانت مناجم النحاس العاملة مملوكة عادةً لشركات من الصين وأنتجت القليل جدًا من النحاس. حاول تو دوك زيادة إنتاج مناجم النحاس والزنك في إمبراطوريته ولجأ إلى توظيف مقاولين صينيين لاستغلال مناجم الزنك في مقاطعة ثاي نجوين . في العديد من الأماكن مثل هانوي، لجأت الحكومة إلى شراء أواني النحاس من السكان من أجل إنتاج عدد كافٍ من العملات النقدية للاقتصاد. حوالي عام 1871، بدأت عصابات مختلفة من القراصنة ومجموعة قطاع الطرق تشوانغ ، جيش العلم الأسود، في الاستيلاء على مناجم داي نام الشمالية مما تسبب في تضخم أسعار جميع المعادن مما أدى إلى توقف إنتاج العملات النقدية الزنكية في داي نام بينما كان لا بد من استيراد النحاس من دول أخرى لمواصلة إنتاج العملات النقدية تو دوك ثونغ باو. في أغسطس 1874، بدأت الحكومة في جمع النحاس والقصدير والزنك من الجيش وشحنت النحاس والزنك (لصنع النحاس الأصفر) إلى مصانع سيبكويريز في هانوي لإنتاج العملات النقدية بينما أُرسِل القصدير إلى ثوا ثيين فو ليُتَداوَل مقابل معادن أخرى.
بعد أن بدأت الحكومة بزيادة سعر صرف الزنك والنحاس، مع خفض نسبة النحاس في العملات النقدية النحاسية، بدأ الناس بتكديس جميع "العملات الجيدة" أو صهرها لصنع أدوات منزلية، وهو ما ندد به وزير المالية نجوي خاك توان علنًا. ومن المشاكل الشائعة الأخرى جلب التجار الصينيين للعملات النقدية الفيتنامية إلى الصين بشكل غير قانوني، إذ حظرت الحكومة الفيتنامية تصدير العملات النقدية من داي نام، باستثناء كميات صغيرة منها، إذ لم يُسمح قانونيًا إلا بإخراج عشرة سلاسل منها خارج البلاد (كانت السلسلةالواحدة منها يضم 600 صف آنذاك)، أو ثلاثين صفًا منها للمسافرين إلى كوتشينشينا الفرنسية التي كانت تابعة سابقًا لداي نام.
كان تصدير العملات النقدية التي تحمل علامة "نين هيو" الفيتنامية إلى دول أخرى محظورًا، كما أُوقفت السفن التجارية، سواءً كانت فيتنامية أو صينية، لتفتيشها بحثًا عن أي صادرات غير قانونية، وكانت عُرضة للمصادرة. ورغم هذه الإجراءات، استمر التجار الصينيون في تهريب العملات النقدية الفيتنامية لإعادة صهرها في الصين مع سبيكة من الرصاص والزنك، وإعادة بيعها في داي نام محققين ربحًا، مما شكّل مشكلة كبيرة للاقتصاد الفيتنامي. في مقاطعة بينه ثوان، أصبحت العملات النقدية المصنوعة من النحاس والزنك نادرة للغاية. 

### الإنتاج غير القانوني والخاص لعملات الكاش بموجب قانون توك
لأن الحكومة لم تُنتج ما يكفي من النقود للسوق الفيتنامية، سمحت بإنتاج عملات نقدية خاصة، وعمدت إلى إلغاء احتكارها لإنتاج عملات "تو دوك ثونغ باو" النقدية المصنوعة من الزنك والنحاس الأصفر، كإجراء لزيادة المعروض النقدي الوطني. كما حظرت الحكومة تداول العملات التي تحمل نين هيو قديمة، لكنها سمحت باستمرار تداول العملات التي اعتبرتها "عملات نين هيو زائفة" (أي تلك التي تحمل نقوشًا من سلالة تاي سون ، لأن نغوين لم يعتبروها سلالة شرعية).
على الرغم من أن الحكومة شجعت بشدة دور سك العملة الخاصة والقوانين التي تضمن أن تكون العملات التي تصبها مطابقة للقواعد، إلا أنها نادرًا ما كانت تخضع للتدقيق وأصبحت دور السك التي يديرها الصينيون مستوصفًا للعملات المزورة. كما فُوِّضَت شركات التعدين الصينية بسك عملات الزنك إذا كانت ستدفع أيضًا ضرائبها لحكومة داي نام بالزنك. طلبت حكومة مقاطعة بينه دينه من الحكومة المركزية السماح لها على الفور بسك عملاتها النقدية الخاصة وفتح 4 سابيكويري وإضفاء الشرعية على الصب الخاص والتي مُنِحَت جميعًا، على الرغم من أنه كان لا بد من إيقاف إنتاج العملات النقدية في ثلاث مناسبات لأن العملات التي أنتجتها كانت ذات جودة رديئة ولكن نظرًا لأن المقاطعة عانت سابقًا من توقف كامل لتداول العملة، فقد سمحت الحكومة بتداول هذه العملات النقدية ولكنها ستعدل ببساطة معدلات الضرائب لبينه دينه.
في هذا الوقت تقريبًا، كانت كمية كبيرة من عملات تو دوك ثونغ باو النقدية المزيفة ذات الجودة الرديئة تُنتج في الخارج، وخاصة في مقاطعات سلالة تشينغ في قوانغدونغ وقوانغشي وكذلك في ماكاو، وهونغ كونغ، وكوتشينشينا. حتى العملات المعدنية ذات الجودة الرديئة التي تحمل نقش مينه مانغ ثونغ باو ذات الجودة الرديئة كانت تُسك في ماكاو من أجل بيعها للفيتناميين لتحقيق ربح. في كثير من الحالات، كان كبار المسؤولين الفيتناميين يساعدون أولئك الذين كانوا ينتجون عملات معدنية مزيفة، وفي إحدى الحالات، حاولت إحدى زوارق تو دوك الحربية ، بوران، ملء كمية كبيرة من العملات النقدية المزيفة أثناء وجودها في هونغ كونغ، ولكن كُشِفَ عن مؤامرة تهريب هذه العملات إلى ديا نام من قبل السلطات الفيتنامية على الرغم من تبرئة منتجي العملات المعدنية في هونغ كونغ لأنهم ذكروا أن العملات المعدنية كانت مخصصة للسوق الفيتنامية. 

## عملات نقدية من الزنك

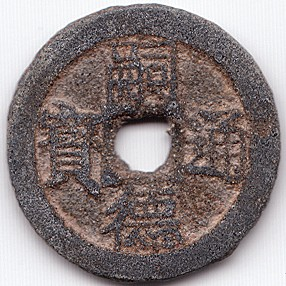
عملةتو دوك ثونغ باو من الزنك بقيمة 6 قان.

كانت العملات النقدية الزنكية من تودوك تحمل نقشًا على الوجه تو دوك ثونغ باو (嗣德通寶) وكانت عادةً ذات وجهين فارغين، بينما قد تحمل بعض عملات و دوك ثونغ باو الزنكية أيضًا علامة دار سك العملة الخاصة ببلدها الأصلي مكتوبة من اليمين إلى اليسار مثل "河內" لهانوي و"山西" لمقاطعة سون تاي .  أُنتِجَت العملات النقدية الزنكية التي تحمل علامة دار السك "هانوي" في ورشة باك ثانه . 

خلال فترة حكم تو دوك، كانت عملة تو دوك ثونغ باو الزنكية أصغر فئة نقدية وأساس النظام النقدي بأكمله. أصبحت عملة الزنك النقدية عملة قانونية في جميع مقاطعات داي نام منذ بداية سلالة نغوين ، وفي عهد الإمبراطور مينه مانغ، وُحِّد وزنها عند 6 فان. اختفت العملات النحاسية التي كانت متداولة في داي نام من الأسواق تمامًا قبل طرح هذه العملات الزنكية. بدأ صبّ عملات الزنك النقدية "تو دوك ثونغ باو" منذ السنة الأولى من حكم تو دوك، وحافظ على نفس معايير عملات الزنك النقدية السابقة "مينه مونغ ثونغ باو" (明命通寶). في عام ١٨٦٩، اقترح نجوين بون، مدير ورشة النقد في هانوي وحاكمها، فكرة صكّ عملة زنكية من فئة ٥ فان، لكن هذا الاقتراح رُفض لعدم ثقة وزارة المالية في تداول عملة زنكية صغيرة وهشة كهذه، إذ كانت ستتعرض للتلف بسهولة.
ربما توقف إنتاج عملات الزنك النقدية حوالي عام 1871 لأن تكلفة الحفاظ على إنتاجها كانت باهظة للغاية، ولم يكن لدى حكومة داي نام أي وصول إلى مناجم الزنك حيث حُظِرَت من قبل القراصنة الصينيين مما يجعل محاولة الحصول على الموارد اللازمة لإنتاجها مكلفة. لطالما كانت عملات الزنك النقدية مصدر إزعاج كبير للحكومة لأنها كانت ثقيلة جدًا مقارنة بقيمتها الجوهرية مما يجعل نقلها بكميات كبيرة أمرًا صعبًا وكانت أيضًا ضعيفة وسهلة التلف بسبب طبيعتها الهشة. كان نقل عملات الزنك النقدية في حد ذاته مسؤولية حيث لم يكن من غير المألوف أن تنكسر الخيوط وتتساقط العملات المعدنية إلى قطع عند وصولها إلى الطريق، ولكن نظرًا لاستخدام عملات الزنك هذه لدفع رواتب موظفي الحكومة فقد اعتُبرت ضرورية ولكن في النهاية تُخُلِص منها تمامًا لصالح العملات النحاسية الأخف وزنًا والقوية على الرغم من أنها ستظل ضرورية لعامة سكان داي نام للمعاملات الصغيرة. 

## عملات نقدية نحاسية

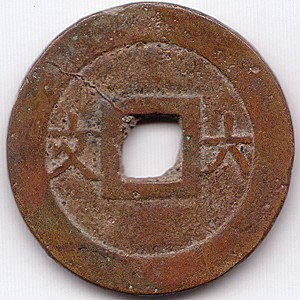
عملة نقدية تو دوك ثونغ باو(嗣德通寶) مع النقش العكسي "六文" (Lục Văn) مما يشير إلى أنها تساوي ست قطع من عملات الزنك النقدية.

بدأ إنتاج عملات تو دوك ثونغ باو النقدية النحاسية خلال العام الأول من حكم الإمبراطور تو دوك، وفي عهد الإمبراطورين السابقين Minh Mạng و Thiệu Trị كانت هناك عملات نقدية نحاسية بقيمة 6 فان و 9 فان مصبوبة.  في الفيتنامية، يُشار دائمًا إلى هذه العملات النقدية باسم "دونغ" (銅، النحاس) على الرغم من حقيقة أنها كانت مصنوعة دائمًا من سبائك النحاس مثل النحاس الأصفر أو البرونز ، وهذا يؤدي بالخطأ إلى أن العديد من المصادر الفرنسية تشير إليها باسم "عملات نحاسية".  خلال عهد أسرة نجوين، كانت قيمة هذه العملات النحاسية مقارنة بقيمة عملات الزنك تزداد بمرور الوقت، في عهد جيا لونغ ، كانت عملة نقدية نحاسية من نوع جيا لونغ ثونغ باو (嘉隆通寶) تساوي 1.2 عملة نقدية من نوع جيا لونغ ثونغ باو من الزنك فقط، وفي عهد الإمبراطور مينه مونغ، كانت عملة نقدية نحاسية واحدة تساوي ثلاث عملات من الزنك، بينما في عام 1848، كانت عملة نقدية نحاسية بقيمة 6 فان تساوي عملتين نقديتين من الزنك بنفس الوزن فقط، وبعد عقد من الزمان أصبحت تساوي أربع عملات نقدية من الزنك. 
نظرًا لأن العملات النحاسية كانت تتمتع بقوة شرائية أعلى من العملات النقدية الزنكية فقد اعتُبرت ذات أهمية قصوى للاقتصاد، على الرغم من أن العملات النحاسية تو دوك أصبحت نادرة خارج المقاطعات المحيطة بهوي في بداية الأمر.  ومع استرداد الكثير من النحاس من قنوات الصرف في ترانج ليت ، كانت العملات النحاسية الأولى تتكون من 60٪ نحاس.  في الوقت الذي أٌنتِج فيه تو دوك باو ساو (嗣德寶鈔)، قُلِّل محتوى النحاس في سبائك النحاس تو دوك ثونغ باو إلى 50٪ حيث تزامن ذلك مع إدخال العملات المعدنية ذات الفئة العالية ذات القيم الجوهرية المنخفضة.  في يناير 1868، أصدرت الحكومة الإمبراطورية لداي نام مرسومًا يحدد سعر الصرف بين العملات النقدية النحاسية والزنكية إلى 1:6، كما قدم هذا المرسوم أيضًا النقش العكسي "Lục Văn" (六文، 6 قطع، كما هو الحال في 6 عملات نقدية من الزنك) مما غير بشكل جذري العلاقة بين العملات المعدنية الزنكية والنحاسية حيث أدى هذا الآن إلى إنشاء سعر صرف موحد يزيد من قيمة العملة النحاسية التي كانت قيمتها في السابق 4 عملات زنك فقط لكل 6 فان من النحاس.  في ذلك الوقت، تودوِلَت العديد من عملات كاش تو دوك ثونغ باو الفيتنامية المزيفة الأجنبية والمحلية والتي كانت غالبًا تتكون من سبائك رديئة وكانت هذه العملات لا تزيد قيمتها السوقية عن 3 عملات نقدية من الزنك تو دوك ثونغ باو. 

## سعر الصرف بين العملات النقدية النحاسية والزنكية
وبما أن منطقة داي نام كانت تعاني من نقص حاد في مناجم النحاس حتى خلال هذه الفترة حيث كانت أسعار الصرف الرسمية تتقلب بشكل كبير، ففي عام 1876 كان من الممكن الحصول على 60 عملة نقدية من الزنك مقابل عملة نحاسية واحدة، مما يجعل 10 عملات نحاسية تساوي كوان واحد من عملات الزنك.
أسعار الصرف التي حددتها مراسيم حكومة داي نام هي: 
| وزن   | نسبة النحاس | نسبة الزنك | سنة            | القيمة في عدد العملات النقدية الزنكية |
| ----- | ----------- | ---------- | -------------- | ------------------------------------- |
| 6 فان | 60%         | 40%        | 1848           | 2                                     |
| 9 فان | 60%         | 40%        | 1848           | 3                                     |
| 6 فان | 60%         | 40%        | 1858           | 3                                     |
| 9 فان | 60%         | 40%        | 1858           | 4                                     |
| 6 فان | 60 %        | 40%        | 1868           | 4                                     |
| 9 فان | 60%         | 40%        | 1868           | 6                                     |
| 6 فان | 50%         | 50%        | حوالي عام 1870 | 4                                     |
| 9 فان | 50%         | 50%        | حوالي عام 1870 | 6                                     |
| 7 فان | 50%         | 50%        | 1872           | 6                                     |
| 6 فان | 50%         | 50%        | 1879           | 6                                     |

## قائمة المتغيرات من عملات كاش تو دوك ثونغ باو ذات القيمة المنخفضة
قائمة العملات النقدية تو دوك ثونغ باو ذات القيمة الاسمية أقل من 10 فان : 
| نقش (chữ Hán)                                                   | الفئة   | النركيب                 | القطر      | صورة تودة | Toda number, Barker number(s), Schroeder number         | الوجه الأمامي | الوجه الخلفي |
| --------------------------------------------------------------- | ------- | ----------------------- | ---------- | --------- | ------------------------------------------------------- | ------------- | ------------ |
| تو دوك ثونغ باو (嗣德通寶)                                      | لا يوجد | النحاس مخلوط مع القصدير | 24~25 مم   |           | Toda #231, Barker #103.1–103.2, Schroeder #             |               |              |
| تو دوك ثونغ باو (嗣德通寶)                                      | لا يوجد | النحاس أو الرصاص        | 22~23.8 مم |           | Toda #232, Barker #103.6–103.8, Schroeder #             |               |              |
| تو دوك ثونغ باو (嗣德通寶)                                      | لا يوجد | زنك                     |            | لا يوجد   | Toda None, Barker #, Schroeder #                        |               |              |
| تو دوك ثونغ باو مع أربعة أعمدة حول ثقب المركز المربع (嗣德通寶) | لا يوجد | زنك                     |            |           | Toda #233, Barker None, Schroeder None                  |               |              |
| تو دوك ثونغ باو - لوك فان (嗣德通寶 - 六文)                     | 6 فان   | النحاس مخلوط مع القصدير | 24~26 مم   |           | Toda #234, Barker #103.3–103.5, Schroeder #303          |               |              |
| و دوك ثونغ باو - لوك فان (嗣德通寶 - 六文)                      | 6 فان   | سبيكة نحاس              | 23 مم      | لا يوجد   | Toda None, Barker #103.3–103.5, Schroeder #302          |               |              |
| تو دوك ثونغ باو– هانوي (嗣德通寶 - 河內)                        | 8 فان   | زنك                     |            |           | Toda #235, Barker #103.9–103.10, Schroeder #297         |               |              |
| تو دوك ثونغ باو – هانوي (嗣德通寶 - 河內)                       | 8 فان   | زنك                     |            | لا يوجد   | Toda None, Barker #103.9–103.10, Schroeder #298         |               |              |
| تو دوك ثونغ باو – سون تاي (嗣德通寶 - 山西)                     | 8 فان   | زنك                     |            | لا يوجد   | لا يوجد رقم تودا، باركر رقم 103.9–103.10، شرودر رقم 299 |               |              |

## عملات نقدية تجريبية صُكّت آليًا بواسطة ديتريش أولهورن

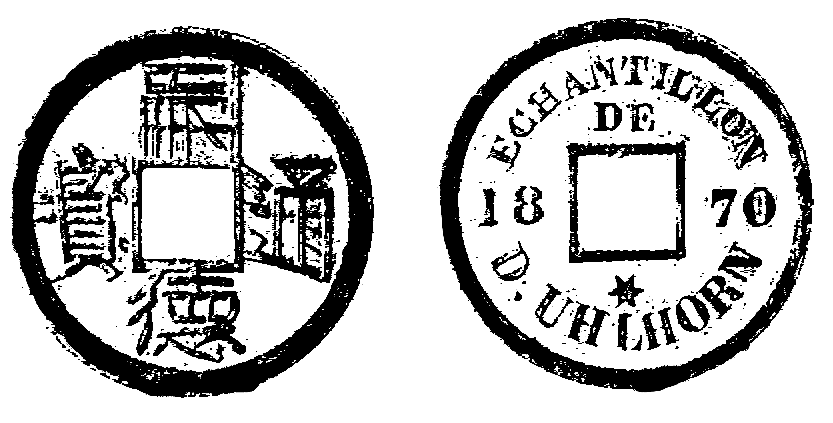
عينة من العملات النقدية الآلية تو دوك ثونغ باو (嗣德通寳) من عام 1870 صنعها D. Uhlhorn في Grevenbroich ، بروسيا ، شمال ألمانيا.

شركة في جريفينبرويش ، بروسيا أسسها في الأصل ديدريش أولهورن وكان يديرها في ذلك الوقت ابنه هاينريش أولهورن حاولت إنتاج عملة نقدية تو دوك ثونغ باو مضروبة آليًا، تُظهر العملة ذات النمط تاريخ التصنيع عام 1870 على الرغم من أنه من غير المؤكد ما إذا كانت العملة قد أُنتِجَت بالفعل في هذا العام حيث لا توجد سجلات تذكر ذلك، يقرأ النقش على الوجه "تو دوك ثونغ باو"، الخط الصيني على العملة قريب جدًا لشخص ليس لديه مهارات في كتابة الأحرف الصينية حيث أُنتِجَت العملة في شمال ألمانيا .  بينما يقرأ النقش على الوجه الآخر "ECHANTILLON DE D. UHLHORN 1870" (عملة عينة من D. Uhlhorn، 1870).  تزن العملة 4 جرام لتتناسب مع الوزن الفيتنامي 10 فان وهو 3.7783 جرام.  نظرًا لأنه كان من المكلف للغاية شحن هذه العملات المعدنية من شمال ألمانيا إلى سايغون في كوتشينشينا الفرنسية، فقد أُوقفت الجهود المبذولة لإنتاج هذه العملات بشكل خاص وصُنِّعَت جميع العملات النقدية اللاحقة التي ضُربَت آليًا بواسطة الحكومة الفرنسية.  من المحتمل أن تكون العملة بمثابة ضربة تجريبية لنجوين دوك هاو الذي طلب من محكمة سلالة نجوين الإذن بشراء مكابس عملات معدنية من أوروبا لإنتاج عملات معدنية مضروبة آليًا ولكن رُفِضَ هذا الطلب في النهاية من قبل المحكمة.  خلال نفس الفترة، استورِدَت مكابس الآلات إلى سلالة تشينغ حيث أصبحت العملات النقدية التي تُضرَب آليًا مشهدًا شائعًا في وقت لاحق، بينما لم يحدث هذا في فيتنام حتى تقديم خاي دينه ثونغ باو (啓定通寶) التي تُضرَب آليًا في عام 1921. 

## عملات فضية عليها نقش تو دوك ثونغ باو

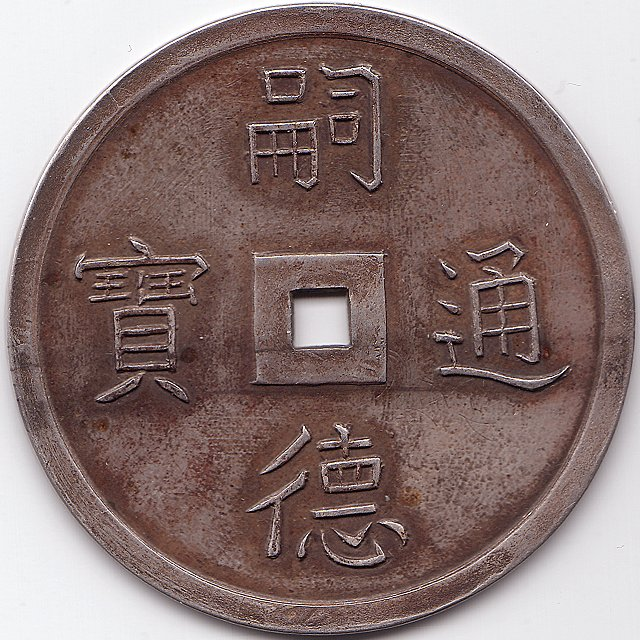
عملة فضية من نوع تو دوك ثونغ باو Bảo بقيمة 7 تيهان.

طالبت معاهدة سايغون لعام 1862 حكومة سلالة نغوين بدفع مبلغ أربعة ملايين بيزو مكسيكي إلى الإمبراطورية الفرنسية ، في البداية تمكنت سلالة نغوين من تأمين أموال الفضة محليًا ولكن بعد فترة قصيرة فقط استنفدت احتياطيات الفضة المحلية وقررت حكومة داي نام صك نسختها الوطنية الخاصة من البيزو المكسيكي، جمع تو دوك وزرائه سرًا لمعرفة شروط المدفوعات إلى فرنسا والتي كانت في ذلك الوقت عبارة عن دفعة نصف سنوية قدرها مائتي ألف بيزو مكسيكي لمدة عشر سنوات، لذلك أمر تو دوك بإنشاء بيزو فيتنامي مع نقش "تو دوك ثونغ باو" (嗣德通寳) على وجهه و"Thất tiền "nhị phân" (七錢二分) على ظهرها كان محتوى الفضة فيها 80٪، سأل مبعوث من مقاطعة جيا دينه ما إذا كانت هذه العملات المعدنية مقبولة للدفع إلى الفرنسيين، لكن الفرنسيين رفضوا العرض لأن البيزو المكسيكي كان محتوى الفضة فيه 90.3٪ على عكس 80٪ من عملة البيزو الفيتنامية. 
إلى جانب العملات الفضية، أنتجت تو دوك أيضًا سبائك فضية عليها نقش تو دوك ناين تاو(嗣德年造) بفئات 7 mạch ، 1 quán ، 1 quán و5 mạch، 2 quán، 2 quán و5 mạch، و 3 quán. 